# 雲水庵
雲水庵（うんすいあん）は、かつて徳島県徳島市八万町に存在した臨済宗の寺院。

## 歴史
1619年（元和5年）に徳島藩祖である蜂須賀家政の異父兄である東嶽によって開かれた。江戸時代は蜂須賀家から好待遇を受け、844坪の境内に堂塔が立ち並んでいたと伝わる。
しかし、1842年（天保13年）に火災に遭い、庵の規模が縮小された。後に廃庵となり、一部は興源寺に移された。
雲水庵のあった場所は墓地として整備され、開祖である東嶽の墓碑が建てられている。また、蜂須賀家の家老であった池田氏（蜂須賀家政の外孫蜂須賀玄寅系）の歴代の墓碑も建てられている。1989年（平成元年）頃より残されていた庵は取り壊された。

## 雲水庵跡
雲水庵跡には徳島藩家老の池田氏の歴代の墓碑や開祖である東嶽の墓碑がある。
- 三尾正長、池田登、池田長甫、池田長輿、池田昭訓、池田長好 - 徳島藩家老
- 盛姫 - 池田長興正室。蜂須賀休光の娘。
- 東嶽 - 臨済宗の僧侶。蜂須賀正勝の養子（正勝正室大匠院の前夫の子）。蜂須賀家政の異父兄。

## 交通
- JR「徳島駅」より車で約30分。
- 牟岐線二軒屋駅より徒歩約30分。